# 和歌山県道129号垣内貴志川線
和歌山県道129号垣内貴志川線（わかやまけんどう129ごう かいときしがわせん）は、和歌山県紀の川市を通る一般県道である。

## 概要
紀の川市桃山町垣内から紀の川市貴志川町井ノ口に至る。
全線にかけて大部分が2車線未満であり、山の奥を通るが、農地や集落などがあるので、生活道路として地元住民が利用している。

### 路線データ
- 起点：和歌山県紀の川市桃山町垣内（和歌山県道4号高野口野上線交点）
- 終点：和歌山県紀の川市貴志川町井ノ口（国道424号交点）
- 実延長：14.205 km

## 歴史
- 2019年（令和元年）6月29日 - 紀の川市桃山町調月 - 紀の川市貴志川町岸小野（山田貯水池）に架かる愛宕橋が老朽化のため新しい橋に架け替えられる[1]。

## 路線状況

### 道路施設

#### 橋梁
- 愛宕橋（紀の川市）
- 梅ヶ内橋（紀の川市）

## 地理

### 通過する自治体
- 和歌山県
  - 紀の川市

### 交差する道路
| 交差する道路              | 交差する場所   | 交差する場所 |
| ------------------------- | -------------- | ------------ |
| 和歌山県道4号高野口野上線 | 桃山町垣内     | 起点         |
| 国道424号                 | 貴志川町井ノ口 | 終点         |

### 沿線
- 紀の国カントリー倶楽部
- 国木原ゴルフ倶楽部
- 山田ダム
- 貴志川スポーツ公園